# エイラム頁岩累層

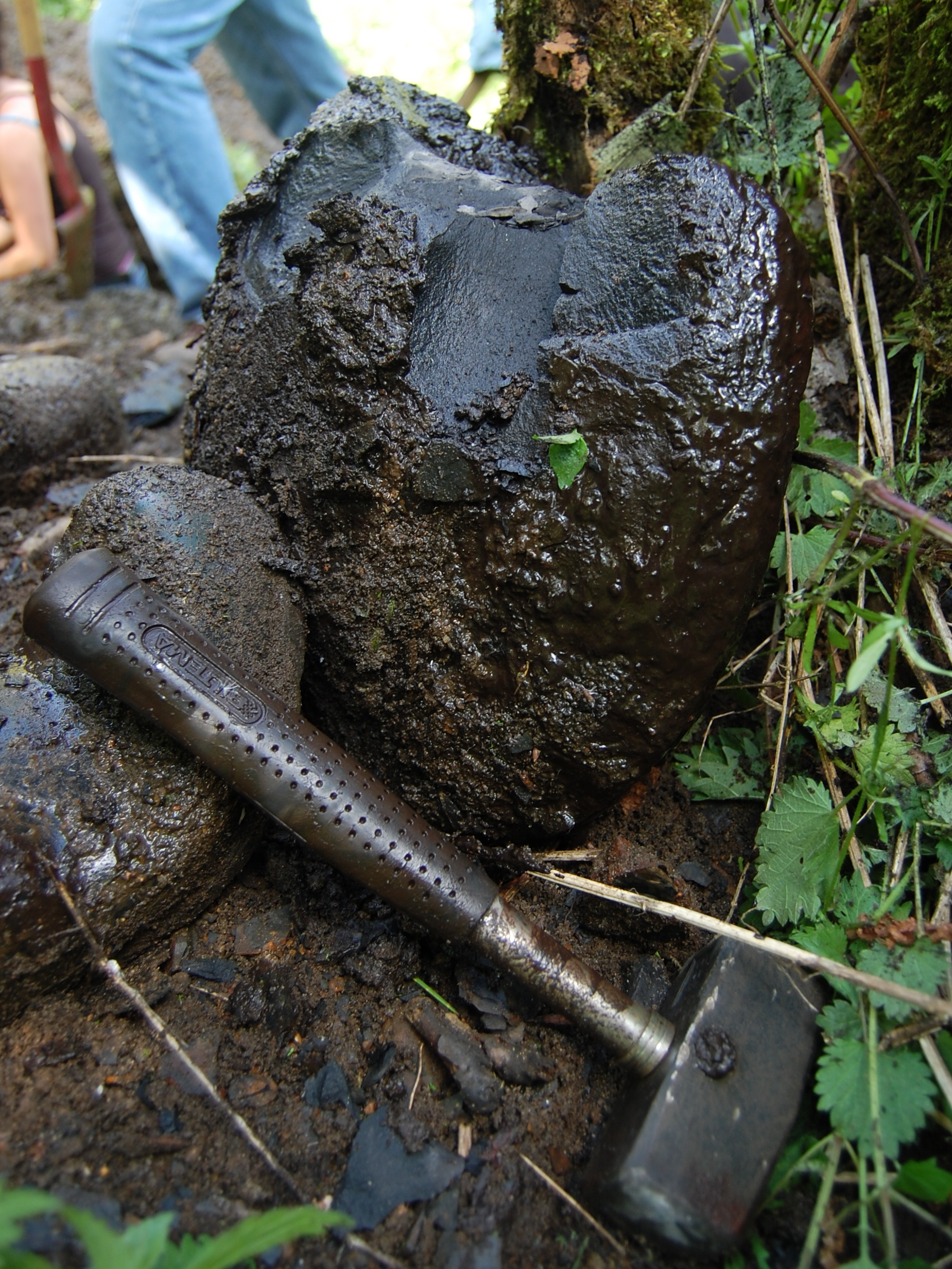
エイラム頁岩累層のラーガーシュテッテであるオルステン

エイラム頁岩累層（エイラムけつがんるいそう、Alum Shale Formation）は、スカンディナヴィア半島南部で卓越する、中部カンブリア系からトレマドキアン階（下部オルドビス系）に相当する黒色頁岩層。部層には区分されていないが、特徴的な単層が見られる。単層は全域に広く分布するものもあれば局所的に分布するものもある。
藻類に起源を持つケロジェンを含むことから、マリナイト型オイルシェールにも分類される。また、堆積後のウラン濃縮による照射損傷を受けて芳香族化合物に富む。またウランの放射能によりラジウムも増加している。1950年から1989年にかけてスウェーデンはウラン生産にエイラム頁岩を利用していた。
また有機物に富む石灰岩には体長0.1 - 2ミリメートルほどの小型の海産動物化石が保存されており、その状態は眼や付属肢が確認できるほど良好で、かつ立体的に保存されている。1970年代に発見されたリン酸塩で置換されたこれらの化石は、他の生物の排泄物に塗れてリンが供給されて保存されたことが2011年に前田晴良らにより発表された。